# Nadia Raveles
Nadia Raveles (Paramaribo, 13 maart 1951 - aldaar, 30 juni 2019) was een Surinaams cultureel attachee en vrouwenrechtenactiviste. Ze nam het initiatief tot verschillende Surinaamse vrouwenrechtenorganisaties.

## Biografie
Nadia Emma Raveles was het vijfde uit een gezin van zeven kinderen. Haar oudste broer was de schrijver, dichter en nationalist Robin 'Dobru' en na diens dood was ze een van de oprichters van de R. Dobru Stichting om zijn nalatenschap in ere te houden. Beroepsmatig was ze cultureel attachee op het ministerie van Buitenlandse Zaken.
Ze wordt daarnaast vooral herinnerd om haar inzet voor vrouwenrechten. Ze verrichtte veel werk voor Saramaccaners in Boven-Suriname, waar ze aan vrouwen en jongeren opleidingen in ondernemerschap gaf. Ze legde nadruk op het ontwikkelen van economische weerbaarheid, onder meer door te helpen meer te verdienen aan de verkoop van ambachtelijke producten.
Ze was de initiatiefneemster van de stichting Women's Rights Centre (WRC), met als verdere oprichters op 27 januari 1997 Carla Bakboord, Betty Cederboom en Karin Refos. Daarnaast was ze actief voor het Vrouwen Parlement Forum, waarvoor zij vrouwen niet om een enkele reden vanuit het hele land naar Paramaribo wilde laten komen en in plaats daarvan een meerdaagse ontmoeting organiseerde in Asewa 'Otono. Daarnaast stond ze aan de oprichting van de Stichting Stop Geweld tegen Vrouwen. In de tijd dat ze directeur was van de stichting, betaalde ze kosten voor taxi of opvang van slachtoffers van huiselijk geweld soms zelf omdat de organisatie te weinig budget had. Daarnaast was ze actief in de Caribbean Association for Feminist Research and Action (Cafra) en de pan-Afrikaanse beweging.
Raveles wordt door velen herinnerd als een dyadya uma (onafhankelijke sterke vrouw). Ze overleed onverwacht na een korte ziekenhuisopname in 2019. Ze is 68 jaar oud geworden.